# Флекей Зіновій Миколайович
Зіно́вій Микола́йович Флекей (1970, м. Тернопіль — 3 жовтня 2014, Херсонська область) — український військовик, боєць 6-го батальйону територіальної оборони Тернопільської області «Збруч».

## Життєпис
За словами брата загиблого Павла Флекея, тривалий час Зіновій перебував за кордоном в Італії (13 років). Взимку повернувся, щоб відстоювати незалежність України на Майдані, під час сутичок зазнав поранення в ногу, контузію. Лежав у госпіталі, а видужавши, ще раз подався за кордон, однак ненадовго.
Призваний на військову службу в серпні. Служив за контрактом від серпня цього року в Херсонській області. Батькам про службу в батальйоні територіальної оборони не сказав. Про те, що син захищав Україну, вони дізналися разом із трагічною звісткою про його загибель.
Загинув 3 жовтня 2014 року в Херсонській області від вибуху гранати.

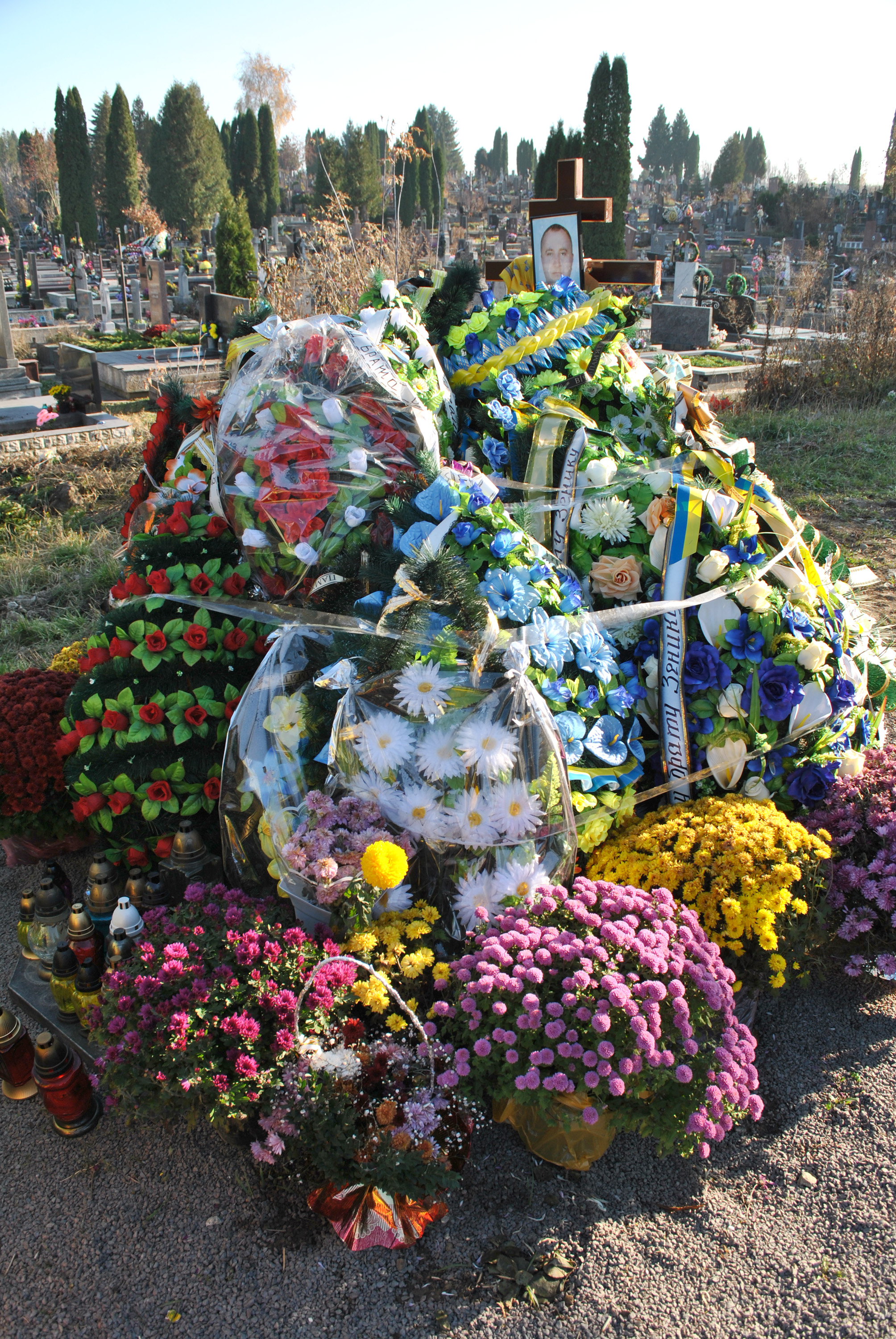
Могила Зіновія Флекея на Микулинецькому цвинтарі (5 листопада 2014)

Поховали Зіновія Флекея 6 жовтня на Алеї Героїв на Микулинецькому цвинтарі в Тернополі.

## Вшанування пам'яті

### Відзнаки
- Почесний громадянин міста Тернополя (2015) — за особисту мужність і високий професіоналізм, який виявлений у захисті державного суверенітету та територіальної цілісності України[1].